# Natalia Ignatova
Natalia Ignatova (Rusia, 28 de diciembre de 1973) es una atleta rusa retirada especializada en la prueba de 4 x 100 m, en la que ha conseguido ser medallista de bronce europea en 2002.

## Carrera deportiva
En el Campeonato Europeo de Atletismo de 2002 ganó la medalla de bronce en los relevos 4 x 100 m, con un tiempo de 43.11 segundos, llegando a meta tras Francia y Alemania, siendo sus compañeras de equipo: Yuliya Tabakova, Irina Khabarova y Larisa Kruglova.